# Гмайнер, Фабиан
Фабиан Гмайнер (нем. Fabian Gmeiner; родился 27 января 1997 года в Дорнбирне, Австрия) — австрийский футболист, защитник клуба «Аустрия» (Лустенау).

## Клубная карьера
Гмайнер начал профессиональную карьеру выступая за юношеские составы местных клубов «Дорнбирнер СВ» и «АКА Форарльберг». В 2011 году его заметили скауты немецкого «Штутгарта» и пригласили в юношескую академию. Летом 2016 года юношеский контракт истёк и Фабиан на правах свободного агента присоединился к нидерландскому НЕКу. 10 сентября в матче против ПСВ он дебютировал в Эредивизи.

## Международная карьера
В 2016 году в составе юношеской сборной Австрии (до 19 лет) Гмайнер принял участие в юношеском чемпионате Европы в Германии. На турнире он сыграл в матчах против команд Португалии, Италии и Германии.